# Anthony Knipe
Anthony Knipe var en engelsk köpman under 1600-talet.
Anthony Knipe verkade som rådförvant i Göteborg 1635–1643 och var 1639–1643 handelspresident där. 1640 representerade han Göteborg vid riksdagen. Knipe var sysselsatt i handel med mastträd på 1630-talet, och Göteborg stad arrenderade ut masthamnar åt honom. Då ett kortvarigt engelsk handelskompani inrättades i Göteborg 1635, blev Knipe dess representant i magistraten. Som handelspresident arbetade han nitiskt för en reglering av handeln. Han invecklades i flera konflikter inom Göteborgs rådstuga, vilka ledde till att Axel Oxenstierna 1639 besökte staden för att stävja konflikten. Knipes oförmåga att samarbeta med övriga borgare i staden ledde till att han 1649 lämnade Göteborg. Han lyckades därefter vinna förtroendet hos de makthavande i Danmark och utsågs till generaltullförvaltare i Norge. Som sådan väckte han missnöje genom sin vittgående reformiver och kom i spänt förhållande till sina överordnade och suspenderades 1654. Ännu 1657 var han i livet men försvinner därefter ur källorna.